# Misty River
Der Misty River ist ein Fluss im Südwesten der Südinsel Neuseelands und Teil des Fiordland-Nationalparks.

## Geographie
Vom Überlauf eines namenlosen Sees westlich des 905 m hohen Irene Pass fließt er erst südlich und dann westlich bis zum Teardrop Lake, dessen Abfluss er auch bildet. Anschließend nimmt er den wenige Kilometer langen Rea River auf und mündet nach einer Schleife in südwestlicher Richtung in das Kopfende der Precipice Cove des Kaikiekie / Bradshaw Sound, einen Meeresarm der Tasmansee.

## Geschichte
Den Flussnamen schlug Roger Duff, Direktor des Canterbury Museum, vor. Er tauchte in den Dokumenten einer Expedition von 1955 auf und spielt wohl auf die vorgefundenen klimatischen Bedingungen an.